# Вералл, Ричард
Ри́чард Вералл (англ. Richard Verrall, псевдоним Ричард Харвуд, родился в 1948 году) — британский ультраправый политик и отрицатель Холокоста.
Получил академическую степень по истории в Вестфильд Колледже. Заместитель председателя Британского национального фронта. Редактор ультраправого антисемитского журнала Spearhead с 1976 по 1980 год. Под псевдонимом «Ричард Э. Харвуд» написал памфлет «Умерли ли шесть миллионов?» (англ. Did Six Million Really Die?, в русском переводе «Шесть миллионов — потеряны и найдены»).

## Участие в политике
В начале 1970-х годов поддержал политика-расиста Эноха Пауэлла и вышел из Консервативной партии Великобритании, чтобы присоединиться к Британскому национальному фронту. Будучи близким сторонником неофашиста Джона Тиндалла, был назначен им главным редактором журнала Spearhead для пропаганды отрицания Холокоста.
Вералл также получил известность за поддержку евгеники и биологического детерминизма. Из этой теории Вералл делал вывод, что для членов генетической группы естественно жертвовать собой ради блага других членов группы, отвергая таким образом подход, что понятие жертвоприношения делает теорию биологического детерминизма неприменимой к человечеству.
Несмотря на поддержку Тиндаля, Вералл не последовал за ним в Британскую национальную партию, после чего в 1980 году был назначен заместителем Эндрю Бронса — председателя Британского национального фронта. Однако в 1985 году Вералл дал показания в британском суде о том, что отмежевался от Британского национального фронта, что было подтверждено показаниями его канадского издателя на отдельном судебном процессе в Онтарио.

## Отрицание Холокоста
Более всего Вералл известен своим памфлетом «Шесть миллионов — потеряны и найдены» (под псевдонимом Ричард Харвуд), отрицающим Холокост. Издание этой брошюры привело к уголовному преследованию её канадского издателя Эрнста Цюнделя. Верховный суд Канады признал памфлет фальсифицированным, отметив, что он «искажает работу историков, неверно цитирует свидетелей, сфабриковывает доказательства и ссылается на несуществующие источники».
В 2017 году компания Amazon в Великобритании удалила брошюру со своего сайта продаж.

## Личная жизнь
Вералл женат на Тессе Семпик, британском адвокате Рите Картер.